# انتخابات البرلمان الأوروبي في جرينلاند (1984)
أجريت انتخابات في جرينلاند (دولة مكونة لمملكة الدنمارك) عام 1984 لانتخاب وفدها إلى البرلمان الأوروبي. وكانت هذه آخر انتخابات شاركت فيها جرينلاند قبل انفصال جرينلاند عن الاتحاد الأوروبي في عام 1985.

## النتائج
| الحزب                           | الحزب                           | الأصوات | %      | المقاعد | +/– |
| ------------------------------- | ------------------------------- | ------- | ------ | ------- | --- |
|                                 | حزب السيوموت                    | 7٬364   | 63.46  | 1       | 0   |
|                                 | حزب التضامن الجرينلاندي         | 4٬241   | 36.54  | 0       | 0   |
| المجموع                         | المجموع                         | 11٬605  | 100.00 | 1       | 0   |
|                                 |                                 |         |        |         |     |
| الأصوات الصحيحة                 | الأصوات الصحيحة                 | 11٬605  | 93.95  |         |     |
| الأصوات الباطلة والفارغة        | الأصوات الباطلة والفارغة        | 747     | 6.05   |         |     |
| مجموع الأصوات                   | مجموع الأصوات                   | 12٬352  | 100.00 |         |     |
| الناخبين المسجلين ومعدل الإقبال | الناخبين المسجلين ومعدل الإقبال | 34٬653  | 35.64  |         |     |
| المصدر: Folketingsårbog 1983–84 |                                 |         |        |         |     |